# Puchar Serbii w piłce siatkowej mężczyzn (2009/2010)
Rozgrywki o Puchar Serbii w piłce siatkowej mężczyzn w sezonie 2009 (Kup Srbije, Куп Србије) zainaugurowane zostały w grudniu 2009 roku.
Rozgrywki składały się z ćwierćfinałów, półfinałów, i finału.
Finał rozegrany został 28 lutego 2010 roku w SPC Vojvodina - Big Hall Maksima Gorkog w Nowym Sadzie.
Zdobywcą Pucharu Serbii została drużyna NIS Vojvodina Nowy Sad.

## Ćwierćfinały
| 24.12.2009 | Partizan Belgrad | 1:3 (22:25, 26:24, 19:25, 13:25) | Ribnica Kraljevo |

| 27.12.2009 | Ribnica Kraljevo | 0:3 (23:25, 23:25, 21:25) | Partizan Belgrad |

| 23.12.2009 | Mladi Radnik Pożarewac | 2:3 (19:25, 25:18, 25:22, 20:25, 14:16) | NIS Vojvodina Nowy Sad |

| 26.12.2009 | NIS Vojvodina Nowy Sad | 3:0 (25:21, 25:16, 31:29) | Mladi Radnik Pożarewac |

| 22.12.2009 | Putevi Ivanjica | 0:3 (15:25, 21:25, 17:25) | Crvena Zvezda Belgrad |

| 26.12.2009 | Crvena Zvezda Belgrad | 3:0 (25:16, 26:24, 25:16) | Putevi Ivanjica |

| 22.12.2009 | OK Smederewo | 0:3 (20:25, 10:25, 13:25) | Radnički Kragujevac |

| 22.12.2009 | Radnički Kragujevac | 3:2 (25:10, 18:25, 19:25, 25:18, 15:7) | OK Smederewo |

## Turniej finałowy

### Półfinały
| 27.02.2010 | Crvena Zvezda Belgrad | 1:3 (19:25, 23:25, 25:22, 21:25) | NIS Vojvodina Nowy Sad |

| 27.02.2010 | Radnički Kragujevac | 3:2 (22:25, 25:8, 25:15, 17:25, 15:13) | Partizan Belgrad |

### Finał
| 28.02.2010 | NIS Vojvodina Nowy Sad | 3:0 (25:23, 25:16, 25:19) | Radnički Kragujevac |